# Francesc Alemany i Rosselló
Francesc Alemany i Rosselló (Campanet, Mallorca, ? - Campanet, 1805) fou un metge balear. Va ser el Secretari de l'Acadèmia Medicopràctica de Mallorca el 1789. Es va dedicar a la divulgació, publicant diverses memòries, algunes de les quals centrant-se en els efectes tòxics que tenia el fet d'afegir guix al vi.
Fou, juntament amb Rafel Evinent Muntaner (1726-1814) i Antoni Pau Togores, un dels responsables del projecte de l'acadèmia medicopràctica de Mallorca, activa entre 1788 i 1831.